# Aaron Best
Aaron Best (Scarborough (Ontario), 1 de septiembre de 1992) es un baloncestista canadiense que pertenece a la plantilla del Morabanc Andorra de la Liga Endesa. Con 1,93 metros de estatura, juega en la posición de base.

## Trayectoria deportiva
Jugó cuatro temporadas con los Ryerson Rams y tras no ser elegido en el Draft de la NBA de 2016, su primera experiencia como profesional fue en Lituania en las filas del BC Juventus con el que disputó la Lietuvos krepšinio lyga y la Champions League.
Disputó la temporada 2017-18 con los Raptors 905 en la liga de desarrollo de la NBA Development League.
En septiembre de 2018, vuelve a Europa para jugar en el MHP Riesen Ludwigsburg de la Basketball Bundesliga y para disputar la Champions League.
En la temporada 2022-23, firma por los London Lions de la BBL.
El 25 de julio de 2023 fichó por el Trefl Sopot de la Liga Polaca.
El 8 de julio de 2025, fichó por el Morabanc Andorra de la liga ACB. 

## Internacional
Es internacional con la Selección de baloncesto de Canadá. En 2017, disputó la clasificación para el Campeonato FIBA Américas.